# Giacomina di Bueil
Giacomina di Bueil (1588 – Moret-sur-Loing, 1651) figlia di Claude de Breuil, fu contessa di Moret. È conosciuta per essere stata un'amante del re Enrico IV di Francia.

## Biografia
Giacomina proveniva da una povera famiglia aristocratica. Era la figlia di Claude de Bueil e di sua moglie Catherine de Monteclerc. Il 5 ottobre 1604 sposò Filippo de Harley de Champvallon, Conte Cesy. Tre anni più tardi, il matrimonio ancora senza figli venne annullato e Filippo si risposò e diventò un ambasciatore francese in Turchia.
In quel periodo divenne amante di Enrico IV. Dalla sua relazione con il re Giacomina ebbe un figlio, Antoine de Bourbon-Bueil, Conte de Moret, che verrà legittimato nel 1608 e allevato con tutti i figli legittimi e non di Enrico IV. Antoine fu in seguito ritenuto amante di Anna d'Austria, moglie del successore di Enrico, Luigi XIII di Francia, ma non vi sono fondamenti storici di una simile teoria.
Giacomina de Bueil ebbe altri amanti, tra cui il duca di Chevreuse, Claudio di Lorena principe de Joinville.
Sette anni dopo l'assassinio del re, Giacomina sposò il lontano cugino, Giacomo du Bec René, marchese de Vardes, con il quale ebbe altri figli.

## Ascendenza
|                             |                   |                             | Genitori                   |  |  | Nonni |  |  | Bisnonni         |  |  | Trisnonni        |  |
|                             |                   |                             |                            |  |  |       |  |  | Jacques de Bueil |  |  | Antoine de Bueil |  |
|                             |                   |                             |                            |  |  |       |  |  | Jacques de Bueil |  |  | Antoine de Bueil |  |
|                             |                   | Jeanne de Valois            |                            |  |  |       |  |  | Jacques de Bueil |  |  |                  |  |
| Louis IV de Bueil           |                   |                             |                            |  |  |       |  |  | Jacques de Bueil |  |  |                  |  |
|                             |                   | Jeanne de Sains             | Jean de Sains              |  |  |       |  |  |                  |  |  |                  |  |
|                             |                   | Jeanne de Sains             | Jean de Sains              |  |  |       |  |  |                  |  |  |                  |  |
|                             |                   | Jeanne de Sains             | Jeanne de Belleforière     |  |  |       |  |  |                  |  |  |                  |  |
| Claude de Bueil             |                   | Jeanne de Sains             |                            |  |  |       |  |  |                  |  |  |                  |  |
|                             |                   | François II de La Trémoille | Charles I de La Trémouille |  |  |       |  |  |                  |  |  |                  |  |
|                             |                   | François II de La Trémoille | Charles I de La Trémouille |  |  |       |  |  |                  |  |  |                  |  |
|                             |                   | François II de La Trémoille | Louise de Coëtivy          |  |  |       |  |  |                  |  |  |                  |  |
| Jacqueline de La Trémouille |                   | François II de La Trémoille |                            |  |  |       |  |  |                  |  |  |                  |  |
|                             |                   | Anne de Laval               | Guy XVI de Laval           |  |  |       |  |  |                  |  |  |                  |  |
|                             |                   | Anne de Laval               | Guy XVI de Laval           |  |  |       |  |  |                  |  |  |                  |  |
|                             |                   | Anne de Laval               | Carlotta d'Aragona         |  |  |       |  |  |                  |  |  |                  |  |
| Jacqueline de Bueil         |                   | Anne de Laval               |                            |  |  |       |  |  |                  |  |  |                  |  |
|                             | Jean de Montecler | Louis de Montecler          |                            |  |  |       |  |  |                  |  |  |                  |  |
|                             | Jean de Montecler | Louis de Montecler          |                            |  |  |       |  |  |                  |  |  |                  |  |
|                             | Jean de Montecler | Françoise de Romilly        |                            |  |  |       |  |  |                  |  |  |                  |  |
| René de Montecler           | Jean de Montecler |                             |                            |  |  |       |  |  |                  |  |  |                  |  |
|                             |                   | Béatrice de Jonchères       | Claude de Jonchères        |  |  |       |  |  |                  |  |  |                  |  |
|                             |                   | Béatrice de Jonchères       | Claude de Jonchères        |  |  |       |  |  |                  |  |  |                  |  |
|                             |                   | Béatrice de Jonchères       | Marie de Chahannay         |  |  |       |  |  |                  |  |  |                  |  |
| Catherine de Montcler       |                   | Béatrice de Jonchères       |                            |  |  |       |  |  |                  |  |  |                  |  |
|                             |                   | …                           | …                          |  |  |       |  |  |                  |  |  |                  |  |
|                             |                   | …                           | …                          |  |  |       |  |  |                  |  |  |                  |  |
|                             |                   | …                           | …                          |  |  |       |  |  |                  |  |  |                  |  |
| Claude des Hayes            |                   | …                           |                            |  |  |       |  |  |                  |  |  |                  |  |
|                             |                   | …                           | …                          |  |  |       |  |  |                  |  |  |                  |  |
|                             |                   | …                           | …                          |  |  |       |  |  |                  |  |  |                  |  |
|                             |                   | …                           | …                          |  |  |       |  |  |                  |  |  |                  |  |
|                             |                   | …                           |                            |  |  |       |  |  |                  |  |  |                  |  |